# Kinh tế Chile
Chile có một nền kinh tế thị trường, mức độ trao đổi buôn bán với nước ngoài cao. Tăng trưởng GDP trung bình 8% một năm trong giai đoạn 1991-1997, nhưng giảm xuống mức một nửa vào năm 1998 do các chính sách thắt chặt tiền tệ thực hiện để giữ thâm hụt trong kiểm soát và do thu nhập từ xuất khẩu thấp hơn - từ ảnh hưởng của cuộc khủng hoảng tài chính châu Á. Gần đây nền kinh tế Chile đã phục hồi và tăng trưởng rõ rệt, khoảng 5-7% trong vài năm qua.
Các Báo cáo cạnh tranh toàn cầu 2009-2010 xếp Chile là nước có năng lực cạnh tranh đứng thứ 30 trên thế giới và là nước đứng đầu ở Mỹ Latinh, xếp trên từ Brasil (đứng thứ 56), Mexico (đứng thứ 60) và Argentina (xếp thứ 85). Các nước OECD đã đồng ý thảo luận việc Chile, một trong 4 quốc gia, trở thành thành viên chính thức của tổ chức này. Mặc dù vậy, Chile vẫn phải chịu nhiều vấn đề phổ biến ở châu Mỹ La tinh, có tỉ lệ thất nghiệp và mức độ bất bình đẳng cao hơn các nước khác như Mexico.